# (9070) Ensab
(9070) Ensab est un astéroïde de la ceinture principale.

## Description
(9070) Ensab est un astéroïde de la ceinture principale. Il fut découvert le 23 juillet 1993 à l'Observatoire Palomar par Carolyn S. Shoemaker et David H. Levy. Il présente une orbite caractérisée par un demi-grand axe de 3,00 UA, une excentricité de 0,43 et une inclinaison de 21,7° par rapport à l'écliptique.

## Compléments